# Oberto Spinola
Oberto Spinola (Genova, ? – Genova, ?; floruit a 13–14. század fordulóján) itáliai politikus a 13–14. században. Luchino Visconti (Milánó ura) apósa.

## Élete
Oberto Doriával együtt, aki szintén a genovai ghibellinekhez, például a Spinola családhoz tartozik, 1270-ben húszéves diarchiát hozott létre (a két Oberti diarchiája), hogy konzulként irányítsa a Genovai Köztársaságot. Fia, Corrado harcolt a meloriai csatában, amely megtörte Pisa hatalmát.
1275-ben ő töltötte be a népkapitányi posztot Astiban, és elképzelhető, hogy részt vett az abban az évben vívott roccavionei csatában, amely a Guelph-Angevin párt végleges vereségét jelentette Piemont déli részén. Minden bizonnyal ő irányította a Sancti Damiani Oppidum (ma San Damiano d’Asti) építését, az új villáét, amelyet Asti lakossága épített a rivális helyére, miközben elpusztította Astixiót.
A másik diarchával együtt 1291-ben építtette meg a genovai Palazzo Ducale első magját.
1318-ban leánya, Caterina Luchino Visconti herceg második felesége lett.

## Fordítás
- Ez a szócikk részben vagy egészben  az   Oberto Spinola című olasz Wikipédia-szócikk ezen változatának fordításán alapul.  Az eredeti cikk szerkesztőit annak laptörténete sorolja fel. Ez a jelzés csupán a megfogalmazás eredetét és a szerzői jogokat jelzi, nem szolgál a cikkben szereplő információk forrásmegjelöléseként.